# Дамари ле Ли
Дамари ле Ли (фр. Dammarie-les-Lys) је насељено место у Француској у Париском региону, у департману Сена и Марна.
По подацима из 2011. године у општини је живело 20.661 становника, а густина насељености је износила 2019,65 становника/km².

## Демографија
| 1962.  | 1968.  | 1975.  | 1982.  | 1990.  | 2011.  |
| ------ | ------ | ------ | ------ | ------ | ------ |
| 10.246 | 12.057 | 19.741 | 19.794 | 21.148 | 20.661 |

## Партнерски градови
- Епелхајм
- Тата
- Монтебелуно
- Arcos de Valdevez